# Sulla cooperazione
Sulla cooperazione (in russo О кооперации?, O kooperacii), opera di Vladimir Lenin, che delineò un piano per la riorganizzazione dell'agricoltura su principi socialisti. Il piano cooperativo di Lenin prevedeva una graduale unificazione volontaria di piccole proprietà private in grandi fattorie collettive (Kolchoz), che doveva avvenire creando la base tecnica e culturale necessaria per la collettivizzazione.

## Storia
Nel novembre 1922, il presidente dell'Unione centrale, Lev Chinčuk, riteneva che le questioni del finanziamento statale non incidessero molto sugli interessi della cooperazione e inviò una lettera al presidente del Consiglio dei commissari del popolo in difesa della sua posizione. Lenin avrebbe affrontato questo problema nel suo discorso al X Congresso panrusso dei Soviet, ma non ha potuto farlo per motivi di salute. Nel gennaio 1923, numerosi libri sulla cooperazione furono consegnati al capo dello stato sovietico, Stalin.
Il nome "Sulla cooperazione" compare per la prima volta solo nella pubblicazione del quotidiano Pravda il 26 e 27 maggio 1923.

## Idee principali
La necessità di superare la natura multistrutturale dell'economia ed eliminare la produzione su piccola scala impone l'importanza di trasferire le fattorie contadine sul percorso di sviluppo socialista. In questo contesto acquista grande importanza la cooperazione, che permette di aprire la strada al socialismo nelle campagne nel modo più semplice e agevole. Nel corso della cooperazione, le piccole fattorie contadine stabiliscono relazioni economiche non solo tra loro, ma anche con la città, che rafforzano il loro legame. A questo proposito, lo Stato dovrebbe promuovere la cooperazione con tutte le sue forze: sostenerlo ideologicamente e organizzativamente, fornire vantaggi immobiliari e attrezzature agricole. La cooperazione dovrebbe essere una questione volontaria, svolta con metodi di spiegazione e di persuasione. I contadini devono diventare così civili e alfabetizzati da comprendere i vantaggi di una partecipazione totale alla cooperazione:

## Critiche
- A.N. Jakovlev e Robert Tucker considerano che questo articolo esprimeva un punto di vista diverso dalle opinioni di Karl Marx e Friedrich Engels sul modo di coniugare l'interesse privato con il pubblico, in quanto oppositori delle idee dei vecchi cooperatori (Fourier, Considerant e de Saint-Simon)[10][11].
- E.N. Stelliferovskaja discute con i sovietologi americani che credono che questo articolo giustificasse il rifiuto della collettivizzazione. Testimonia che Lenin continuava a considerare i Kolchoz come la più alta forma di cooperazione contadina[12].
- V.A. Sacharov affermava che la posizione di Lenin, espressa nelle note, è essenzialmente antitrotskista, poiché presuppone un legame tra la città e la campagna sulla base della NEP, e non su condizioni pianificate[6].